# Polizei-Bataillon 307
Das Polizei-Bataillon 307 war eine militärische Einheit der Ordnungspolizei im Zweiten Weltkrieg. Das Bataillon war aktiv am Holocaust beteiligt. Es ist verantwortlich für die Ermordung von 10.550 Menschen und die Deportation von weiteren 63.400 Menschen.

## Geschichte

### Polizei-Bataillon 307
Die Ordnungspolizei konnte nach Kriegsbeginn mit Genehmigung der Wehrmacht 26.000 ungedienten Wehrpflichtigen der Jahrgänge 1909–1912 und 1918–20 aufnehmen. Sie sollten als Polizeirekruten zur Sicherstellung des Bedarfes an Polizeikräften in den von der Wehrmacht besetzten Gebieten angeworben werden, die dabei abzuleistende Dienstzeit wurde mit Beschluss des Ministerrates für Reichsverteidigung als Wehrdienstzeit angerechnet (Verordnung über die Einstellung von Wehrpflichtigen in die Schutzpolizei des Reiches v. 31. Oktober 1939).
Den älteren Polizeirekruten wurde eine lebenslange Stellung in der Polizei in Aussicht gestellt, sie wurden 6 Monate in Polizeikasernen polizeilich und militärisch ausgebildet und kamen dann in sogenannte „Wachtmeisterbataillone“ (Polizei-Bataillone 301 bis 325). Zur Einberufung in Polizei-Ausbildungsbataillone war die UK-Stellung durch das zuständige Wehrbezirksamt erforderlich, die ersten Ausbildungsbataillone konnten bereits im März 1940 aufgestellt werden. Die Ausbildung und Führungspositionen in den Bataillonen übernahmen Berufspolizisten.
Das Polizei-Bataillon 307 wurde am 3. Oktober 1940 aus dem Polizei-Ausbildungs-Bataillon „Lübeck“ in Lübeck gebildet. Vom 5. Oktober 1940 bis 11. Juni 1941 erfolgte der Einsatz der Einheit im Generalgouvernement in Biała Podlaska. In dieser Zeit war das Bataillon dem Polizei-Regiment Lublin unterstellt. Es war bis in das Frühjahr 1941 für Deportationen von Juden aus dem dortigen Ghetto in die Konzentrationslager sowie für Erschießungen von Polen verantwortlich.
Vor Beginn des Überfalls auf die Sowjetunion wurde das Bataillon im Juni 1941 dem Polizei-Regiment Mitte unterstellt und am 3. Juli 1941 in Brest-Litowsk stationiert. Im Gebiet um Brest-Litowsk erschoss das Bataillon zunächst 20 Russen und Belarussen, insbesondere Kommunisten. Sodann begann das Polizei-Bataillon 307 mit Massenverhaftungen von 4000 bis 6000 Zivilisten, insbesondere Juden. Am 13. Juli 1941 wurden in der Stadt schließlich 4.435 Menschen durch die Polizeieinheit hingerichtet, davon ca. 4000 Juden und ca. weitere 400 Zivilisten.
In Baranawitschy fanden Massenverhaftungen vom 18. bis 26. Juli 1941 statt. 2000 bis 3000 Juden und andere Zivilisten wurden festgenommen. Dabei gingen die Bataillonsangehörigen davon aus, dass diese Menschen hingerichtet werden sollten. Ein höherer Offizier der Wehrmacht verhinderte die weitere Durchführung der Maßnahme.
Vom 28. Juli bis 12. August wurde das Bataillon im Raum ostwärts Sluzk mit der 162. Infanterie-Division und der 252. Infanterie-Division eingesetzt.
Im August 1941 erschoss das Bataillon in einem unbekannten Ort bei Sluzk 30 bis 50 Frauen und 4 bis 6 Kinder. Im Gebiet zwischen Sluzk und Babrujsk wurden 30 Juden im selben Monat von der Polizeieinheit getötet.
Mitte August 1941 war das Bataillon in der Stadt Babrujsk an Hinrichtungen von Juden beteiligt.
Beim weiteren Vormarsch erreichte das Bataillon am 19. August 1941 Staryja Darohi.

### I. Bataillon des Polizei-Regiments Mitte
Am 21. August 1941 wurde das Polizei-Regiment Mitte umstrukturiert. Dabei wurde auch das Polizei-Bataillon 307 in I. Bataillon des Polizei-Regimentes Mitte umbenannt.
Am 31. August 1941 rückte das Bataillon in Mogilew ein. Dabei nahm das Bataillon an Kampfhandlungen unter dem Armeeoberkommando 2 im Raum Mogilew-Babrujsk teil. In einem Dorf zwischen Sluzk und Mogilew erschoss ein Bataillonsangehöriger zwei russische Landarbeiter. Ab 1. September bis 21. Oktober 1941 wurde das Bataillon auch gegen Partisanen eingesetzt, so etwa am 4. September in Babrujsk, am 11. September an der Rollbahn von Babrujsk nach Mogilew und Klitschew.
Im Gebiet von Klitschew, einer Stadt nordöstlich von Babrujsk, nahm das Bataillon im September und Oktober 1941 weitere Hinrichtungen vor, denen 100 bis 200 Juden zum Opfer fielen.
Im Oktober 1941 wütete das Bataillon in einem Dorf westlich der Rollbahn Babrujsk nach Mogilew. Als Vergeltungsmaßnahme wurden sämtliche Juden des Ortes zusammengetrieben und 50 Menschen, darunter Frauen und Kinder, erschossen.
Ab 22. Oktober bis Dezember 1941 war das Bataillon wieder gegen Partisanen eingesetzt, seit dem 4. November 1941 im Raum Smolensk.
Von Mitte Dezember 1941 bis 20. Januar 1942 wurde das Polizei-Bataillon an der Front bei Kaluga als der 4. Armee unterstellter Einheit eingesetzt, wo es schwere Verluste erlitt.
Von Januar bis April 1942 wurde das Bataillon wieder im rückwärtigen Bereich der Heeresgruppe Mitte im Kampf gegen Partisanen eingesetzt, so im Raum Krytschau. Im Frühjahr 1942 wurde das Polizei-Bataillon mit Kräften des aufgelösten Polizei-Bataillon 308 aufgefüllt und erhielt als neuen Heimatstandort Duisburg.
Im Mai 1942 wurde das Bataillon ins Generalgouvernement nach Rzeszów verlegt, wo es am 24. Mai eintraf.
Dort räumte das Bataillon am 11., 15. und 18. Juni 1942 das Ghetto in Tarnów, wobei 10.000 Juden in das Vernichtungslager Belzec deportiert wurden. Weitere 10.000 Juden wurden sofort erschossen.

### I. Bataillon des Polizei-Regiments 23
Am 9. Juli 1942 wurde das I. Bataillon des Polizei-Regimentes Mitte, des früheren Polizei-Bataillons 307, in I. Bataillon des Polizei-Regimentes 23 umbenannt.
Am 7. und 15. Juli wurden aus dem Ghetto in Reichshof (Rzeszów) 15.000 Juden in das Vernichtungslager Belzec abtransportiert. Schließlich wurde Ende Juli und Anfang August das Ghetto in Przemyśl (Przemyśl) von der deutschen Polizeitruppe geräumt, wobei 10.000 Juden nach Belzec gebracht wurden; einige hundert transportunfähige Juden wurden erschossen.
Am 18. August 1942 verlegte das Bataillon über Minsk nach Glebokie, um gegen Partisanen zum Einsatz zu kommen. In dieser Zeit ermordete das Bataillon belarussische Einwohner und russische Kommissare. Dabei wurde es im Rahmen des Unternehmens Sumpffieber verwendet, das vom 21. August bis 21. September 1942 durchgeführt und in dessen Verlauf 389 Partisanen im Kampf getötet, 1.274 „Verdächtige“ hingerichtet, 8.350 Juden exekutiert und 1.274 Menschen vertrieben wurden. Hinter dem Begriff von „Bandenverdächtigen“ verbargen sich jene Menschen, die in den Dörfern des Einsatzgebietes wohnten und willkürlich erschossen wurden.
Vom 18. November 1942 bis 27. November 1942 war das Bataillon unter Führung der Kampfgruppe von Gottberg im Wald- und Sumpfgebiet um Glebokie im Generalkommissariat Weißruthenien gegen Partisanen eingesetzt (Unternehmen Nürnberg). Dieser Operation fielen 789 Partisanen und 353 „Bandenverdächtige“, 1.826 Juden und 7 Zigeuner zum Opfer. Darüber hinaus wurden drei Ghettos liquidiert, wodurch mindestens weitere 3.800 Juden starben. Mehrere Ortschaften wurden niedergebrannt.
Ab 10. Dezember bis zum 20. Dezember 1942 nahm das Bataillon am Unternehmen Hamburg teil, das sich gegen Partisanen in einem Gebiet, in dem der Fluss der Schtschara in die Njemen mündet, nahe Slonim. Die Einheit war auch bei diesem Einsatz der Kampfgruppe von Gottberg unterstellt. Insgesamt wurden 1.676 Partisanen, 1.510 „bandenverdächtige“ Personen, 2.658 Juden und 30 Zigeuner durch die Kampfgruppe getötet. In der Zahl der ermordeten Juden sind jene 500 enthalten, die bei der vollständigen Räumung des Ghettos in Slonim hingerichtet wurden. Da bei dem Unternehmen Hamburg Partisanen nach Süden ausweichen konnten, wurde vom 22. bis 25. Dezember 1942 im Rahmen des Unternehmens Altona insbesondere durch das Polizei-Bataillon 307 das Gebiet südlich von Slonim durchsucht. Hierbei wurden 97 Partisanen, 785 „bandenverdächtige“ Personen, 126 Juden und 24 Zigeuner getötet.
Vom 7. Januar 1943 bis 14. Januar 1943 war das Bataillon im Rahmen des Unternehmens Franz eingesetzt, das im Raum Tscherwen – Ossipowitschi gegen Partisanen gerichtet war. Das Bataillon übernahm den Raum von Grodsjanka, einem Dorf 55 Kilometer nordwestlich von Babrujsk. Im Laufe dieser Operation wurden insgesamt 1.143 Partisanen und 882 „Bandenverdächtige“ getötet, etwa 1.000 Menschen zur Zwangsarbeit deportiert und 2.000 Rinder beschlagnahmt.
An beiden Teiloperationen des Unternehmens Erntefest, die vom 18. Januar bis 26. Januar 1943 (Erntefest I) und vom 28. Januar bis 9. Februar 1943 stattfanden, nahm das Bataillon als Verband der Kampfgruppe von Gottberg teil. Beim Unternehmen Erntefest I befand sich das Einsatzgebiet östlich der Rollbahn Minsk – Sluzk, sodann beim Unternehmen Erntefest II westlich von dieser Straßenverbindung. Die Einheiten wüteten in der Region. Dabei wurden beim 1. Teil des Unternehmens 805 Partisanen und 1.165 Menschen wegen „Bandenbegünstigung“ getötet, 34 Personen gefangen genommen, 1.308 Menschen zur Zwangsarbeit verschleppt sowie 395 Pferde, 2.803 Rinder, 572 Schweine, 1.560 Schafe und 459 Tonnen Getreide beschlagnahmt. Beim 2. Teil des Unternehmens wurden 2.325 Partisanen getötet und 272 Menschen zur Zwangsarbeit deportiert. Hierbei leitete der Kommandeur des Polizei-Bataillons 307 die nach ihm benannte „Kampfgruppe Binz“.
Beim Unternehmen Hornung suchte die Kampfgruppe Binz, zu der auch das Polizei-Bataillon 307 gehörte, vom 8. Februar bis 26. Februar 1942 die Sumpfgebiete südlich von Sluzk heim. Dabei lauteten die Befehle, dass alle Unterkünfte im Einsatzgebiet zu zerstören und die Bewohner der Orte zu erschießen seien. Während dieser Operation wurden 2.219 Partisanen und weitere 7.378 Menschen getötet, 3.300 Juden hingerichtet und 65 Personen gefangen genommen. Möglicherweise sind in der Zahl getöteter Juden die bei der Räumung des Ghettos von Sluzk ermordeten 2.500 jüdischen Opfer enthalten.
Am ersten Abschnitt des Unternehmens Föhn, der vom 2. März bis 7. März 1943 im Raum südlich der Straße Brest – Sluzk durchgeführt wurde, nahm das Bataillon nordwestlich von Pinsk teil. Insgesamt wurden in beiden Teilen der Operation 543 Partisanen getötet und 1.226 Personen zur Zwangsarbeit deportiert.
Zur Sicherung der Bahnstrecke Rowno – Berditschew verlegte das Bataillon Mitte März 1943 nach Rowno.

### III. Bataillon des Polizei-Regimentes 24
Am 29. März 1943 wurde das Bataillon erneut umbenannt, diesmal in das III. Bataillon des Polizei-Regimentes 24.
Vom 30. März 1943 bis 7. April 1943 nahm das Bataillon am Unternehmen Lenz-Süd teil, das im Raum Borissow – Sloboda – Smolewitschi durchgeführt wurde. Auch am Unternehmen Lenz-Nord vom 9. April bis 12. April 1943 im Raum Borissow – Smolewitschi – Lagoisk – Sembin war das Bataillon offenbar eingesetzt.
Das Unternehmen Zauberflöte, an dem das Bataillon sodann beteiligt war, fand vom 17. April bis 24. April 1943 statt. Es handelte sich um eine groß angelegte Durchsuchungs- und Überprüfungsaktion in der Stadt Minsk. Sie richtete sich gegen Kommunisten und Partisanen. Ferner diente sie auch der Verschleppung von Menschen zur Zwangsarbeit. 350 Menschen wurden deshalb nach Deutschland gebracht, 712 als Arbeiter in Minsk eingesetzt, 39 Personen festgenommen und 2 Menschen ermordet.
Im Mai 1943 wurde das Polizei-Regiment 24 dem HSSPF Russland-Mitte in Mogilew unterstellt.
Das Bataillon war vom 25. Juni bis zum 27. Juli 1943 am Unternehmen Seydlitz beteiligt, das im Gebiet Owrutsch – Mosyr durchgeführt wurde. 2.768 Partisanen wurden getötet, weitere 2.338 Menschen ermordet, 603 Gefangene gemacht, 54 Dörfer und 807 „Bandenlager“ vernichtet, wobei in einem anderen Bericht von 807 zerstörten Dörfern gesprochen wird. 6.817 Personen wurden zur Zwangsarbeit deportiert, 12.407 Rinder, 288 Pferde, 7.246 Schafe und 124 Schweine beschlagnahmt.
Noch im Juli 1943 wurde das Bataillon über Kremenez nach Schytomyr verlegt.
Im September 1943 erfolgte nach Rückverlegung in den Bereich des HSSPF Russland-Mitte ein Einsatz gegen Partisanen bei Disna an der Düna.
Vom 9. November 1943 bis zum 24. März 1944 war das Bataillon dann unter der 4. Armee und der 3. Panzerarmee zwischen Polozk und Newel an der Front eingesetzt.
Es schloss sich vom 25. März bis 25. Juni 1944 eine Verwendung im rückwärtigen Gebiet der Heeresgruppe Mitte in den Bjaresina-Sümpfen. Das Bataillon nahm am Unternehmen Kormoran teil, das im Raum Wilejka – Borissow – Minsk vom 25. Mai bis 17. Juni 1944 durchgeführt wurde.
Mit der am 22. Juni 1944 beginnenden Operation Bagration der Roten Armee wurde das Bataillon an die Front geworfen und kämpfte im Raum Orscha – Borissow – Minsk – Molodetschno vom 26. Juni bis 17. Juli 1944. Dabei musste sich das Bataillon unter schweren Verlusten an die Weichsel zurückziehen. Seine Reste wurden in Płock gesammelt. Schließlich wurde nach einem weiteren Fronteinsatz das Bataillon am 27. April 1945 bei Königgrätz aufgelöst.

## Kommandeure
- 3. Oktober 1940 bis 17. Dezember 1941: Major Theodor Stahr
- 18. Dezember 1941 bis unbekannt: Major Siegfried Binz

## Weblink
- „Die eingesetzten Kräfte der Ordnungspolizei... versahen ihren Dienst vorbildlich.“ Das Polizeibataillon 307 (Lübeck) „im Osteinsatz“ 1940–1945. Eine Ausstellung der Landespolizei Schleswig-Holstein, Lübeck 2002. (Online-PDF)